# Герилско ратовање (књига)
Герилско ратовање је књига чији је аутор Ернесто Че Гевара. Пошто је и сам био герилски борац, написао је књигу о вештини герилског ратовања.

## О књизи
Деценијама најбоље продавани класик, оштра анализа Че Геваре о Кубанској револуцији.
Књига говори о томе како се ратује на герилски начин. Веома је поуздана јер ју је писао највећи герилски борац у историји човечанства.